# Озерне (Бурабайський район)
Озе́рне (каз. Озёрное) — село у складі Бурабайського району Акмолинської області Казахстану. Входить до складу Абилайхановського сільського округу.
Населення — 281 особа (2021; 225 у 2009, 277 у 1999, 251 у 1989).
Національний склад станом на 1989 рік:
- казахи — 34 %;
- росіяни — 32 %.